# Nepenthes rafflesiana
Непентес Рафлезі (Nepenthes rafflesiana) — вид рослини родини непентесові.

## Будова
Хижа ліана до 15 м довжини, що має звисаючі пастки-глечики на кінцях листків кремового кольору поцятковані червоним. Існує багато варіацій, що виглядають як різні види. Науковці звернули увагу, що в глечики цього виду потрапляє в середньому в сім разів менше комах, ніж у пастки інших представників родини. На відміну від інших хижих рослин, що перетравлюють комах, непентес рафлезі перетравлює екскременти кажанів (Kerivoula hardwickii), забираючи звідти азот. Ці невеликі кажани регулярно сплять у листі рослин.

## Поширення та середовище існування
Зростає на Борнео.

## Практичне використання
Вирощують як декоративну рослину.